# Иркут
Ирку́т (бур. Эрхүү мүрэн) — река в Бурятии и Иркутской области России, впадает слева в Ангару в 1714 км от её устья.
Длина — 488 км, площадь водосборного бассейна — 15 000 км².

## География
Берёт начало в горном узле Нуху-Дабан в Восточном Саяне на высоте 1875 м над уровнем моря, вытекая из озера Ильчир. В XIX веке верховья Иркута до впадения Белого Иркута назывались Чёрным Иркутом. В верховье течёт на юго-запад, у массива Мунку-Сардык круто поворачивает на восток, прорезает хребет Большой Саян, отделяя от него Тункинские Гольцы. Далее на протяжении 200 км течёт по Тункинской котловине, где принимает основные притоки — Ихэ-Ухгунь, Харагун, Тунку, Зун-Мурэн, Большую Быструю и др. Имеются пороги 2—3 (4 в паводок) категории в верховьях и 1—2 категории в средней части. Впадает в Ангару по левому берегу в центральной части города Иркутска.
Замерзает в конце октября, вскрывается в конце апреля — начале мая. Ледостав продолжается 150—180 дней. Питание снеговое (главным образом за счёт высокогорных снегов) и дождевое. Площадь водосбора — 15 780 км². Средний годовой расход воды в устье — 140 м³/с. Средний многолетний расход воды составляет 142 м³/с, причём наибольшие расходы происходят в июле-августе, наименьшие — в феврале-марте.
Река сплавная. На ней развит водный туризм. По её гидрониму назван областной центр город Иркутск (первый казачий острог был поставлен в 1661 году на правом берегу Ангары, напротив устья Иркута).
На правом берегу реки Иркут в Тункинской долине в пределах Еловского хребта на стоянке Туяна найдены фрагментированные останки первобытного человека, верхнепалеолитические орудия и предметы быта. Для образца Туяна 6 была получена калиброванная радиоуглеродная дата 31 400—30 740 лет назад.

## Населённые пункты
Населённые пункты на реке (от истока к устью): Монды, Мойготы, Туран, Гужиры, Торы, Далахай, Шулута, Тибельти, Шаманка, Моты, Введенщина, Пионерск, Баклаши, Смоленщина, Максимовщина, Иркутск.

## Притоки
(км от устья)

(указана длина притоков >50 км)
- 4 км: Кая (пр)
- 16 км: Олха (пр)
- Накута (лв)
- Шалина (лв)
- Гремячий (лв)
- Нижняя Моты (пр)
- Каторжанка (пр)
- 57 км: Верхняя Моты (пр)
- 59 км: Шаманка (лв)
- 64 км: Шумиха (пр)
- 66 км: Куйтун (лв)
- 74 км: Выгузова (лв)
- Граматуха (пр)
- Муромский (пр)
- Коршинский (лв)
- Кашин (пр)
- 86 км: Подпорожная (лв)
- Малая Зазара (пр)
- 90 км: Большая Зазара (пр)
- Криводушный (пр)
- Гусев (лв)
- Смоляной (лв)
- Два Ключа (пр)
- Три Ключа (лв)
- 104 км: Левый Бурлик (лв)
- Правый Бурлик (пр)
- Берёзовая (пр)
- Тёмный (лв)
- Малый Мейготы (пр)
- Широкая (лв)
- Каменушка (пр)
- Домашний (пр)
- Зубкогон (лв)
- 135 км: Ирхонцык-Взъем (лв)
- Саган-Угун (лв)
- 154 км: Большая Быстрая (пр) — 52 км
- 155 км: Малая Быстрая (пр)
- Калтыгей (лв)
- 168 км: Нижний Тибельти (пр)
- 169 км: Средний Тибельти (пр)
- 170 км: Верхний Тибельти (пр)
- 195 км: Цаган-Угун (Тубота) (лв)
- 212 км: Зун-Мурэн (пр) — 167 км
- 224 км: Еловка (Бычьи) (лв)
- Сасалтуй (пр)
- 235 км: Зактуй (пр)
- Хабухай (пр)
- 247 км: Ахалик (лв)
- 249 км: Тунка (Кынырга) (лв)
- 254 км: Улан-Горхон (пр)
- Баталайка (лв)
- 260 км: Харагун (пр) — 50 км
- Шарагун (лв)
- Жемчуг (пр)
- 277 км: Ибогай (пр)
- 284 км: Харибяты (пр)
- 307 км: Енгарга (лв)
- 309 км: Кырен (пр)
- 335 км: Илтыкшин (лв)
- 342 км: Большая Тайторка (пр)
- 354 км: Большой Зангисан (пр) (Шиткан-гол)
- 358 км: Малый Зангисан (пр) (Зангата-гол)
- 364 км: Ихе-Ухгунь (лв) — 76 км
- Алган (пр)
- 374,3 км: Туран (Шисарты Горхон) (пр)
- 374,7 км: Шаборта-Горхун (Агун) (пр)
- 381 км: Халагун (пр)
- 397 км: Бурухтуй (лв)
- 399 км: Хара-Гол (пр)
- 405 км: Большой Хара-Гол (пр)
- Хулусансата (лв)
- 420 км: река без названия
- Хурума (лв)
- 422 км: Хулугайма (лв)
- Обо-Горхон (пр)
- 435,7 км: Саган-Шулута (лв)
- 435,8 км: Аерхан (пр)
- 445 км: Белый Иркут (пр)
- 460 км: Ара-Саган-Шулута (лв)
- 460,2 км: Бажир (пр)
- 462 км: Тумелик (лв)
- 469 км: Сусер (пр)
- 474 км: Гарган (пр)
- 484 км: Толта (лв)

## Этимология
Название реки Иркут происходит от родоплеменного наименования ырху, которое в вариантах иргит, иркит, иркыт распространено у бурят, тувинцев, алтайцев.

## Галерея
- Слайды
- Белый Иркут
- Впадение Белого Иркута в Иркут
- Впадение Белого Иркута в Иркут
- В окрестностях Шаманского утёса
- Шаманский утёс
- В Баклашах